# ASC El Ahmedi
El ASC El Ahmedi fue un equipo de fútbol de Mauritania que alguna vez jugó en la Liga mauritana de fútbol, la liga de fútbol más importante del país.

## Historia
Fue fundado en el año 1983 en capital Nouakchott y lograron ascender a la Liga mauritana de fútbol por primera vez para la temporada 2004 luego de ganar el ascenso la temporada anterior.
Estuvieron en la Liga mauritana de fútbol entre 2004 y 2011, en donde la mayoría de esas temporadas estuvieron peleando los primeros lugares, aunque nunca lograron alzar el título de campeón.
A nivel internacional participaron en un torneo continental, en la Liga de Campeones de la CAF 2006, en la cual abandonaron el torneo en la ronda preliminar cuando iban a enfrentarse al Raja Casablanca de Marruecos.
El club desapareció en el año 2011 cuando se fusionaron dentro del ASC Tidjikja para que este club formara parte de la Liga mauritana de fútbol en la temporada 2011/12.

## Participación en competiciones de la CAF
- Liga de Campeones de la CAF: 1 aparición

2006 - abandonó en la Ronda Preliminar